# Megachile striatula
Megachile striatula är en biart som först beskrevs av Cockerell 1931.  Megachile striatula ingår i släktet tapetserarbin, och familjen buksamlarbin. Inga underarter finns listade i Catalogue of Life.